# Alex Meijer
Alex Meijer (* 28. Juni 1966) ist ein niederländischer Badmintonspieler. 

## Karriere
Alex Meijer gewann 1986 und 1987 die Swiss Open. 1987 war er auch bei den Austrian International erfolgreich und erstmals bei den nationalen Titelkämpfen. 1988 wurde er bei der Europameisterschaft Zweiter im Mixed, 1990 Dritter im Herrendoppel.

## Sportliche Erfolge
| Saison | Veranstaltung                      | Disziplin    | Platz | Name                            |
| ------ | ---------------------------------- | ------------ | ----- | ------------------------------- |
| 1986   | Swiss Open                         | Mixed        | 1     | Alex Meijer / Paula Kloet       |
| 1987   | Swiss Open                         | Mixed        | 1     | Alex Meijer / Monique Hoogland  |
| 1987   | Austrian International             | Mixed        | 1     | Alex Meijer / Erica van Dijck   |
| 1987   | Austrian International             | Herrendoppel | 1     | Pierre Pelupessy / Alex Meijer  |
| 1987   | Amor International                 | Herrendoppel | 1     | Pierre Pelupessy / Alex Meijer  |
| 1987   | Niederlande: Einzelmeisterschaften | Mixed        | 1     | Alex Meijer / Erica van Dijck   |
| 1987   | Niederlande: Einzelmeisterschaften | Herrendoppel | 1     | Alex Meijer / Pierre Pelupessy  |
| 1987   | Amor International                 | Mixed        | 1     | Alex Meijer / Monique Hoogland  |
| 1988   | Amor International                 | Herrendoppel | 1     | Alex Meijer / Pierre Pelupessy  |
| 1988   | Europameisterschaft                | Mixed        | 2     | Alex Meijer / Erica van Dijck   |
| 1989   | Niederlande: Einzelmeisterschaften | Mixed        | 1     | Alex Meijer / Erica van Dijck   |
| 1990   | Europameisterschaft                | Herrendoppel | 3     | Pierre Pelupessy / Alex Meijer  |
| 1991   | Weltmeisterschaft                  | Herrendoppel | 33    | Chris Bruil / Alex Meijer       |
| 1991   | Amor International                 | Mixed        | 1     | Alex Meijer / Nicole van Hooren |
| 1991   | Niederlande: Einzelmeisterschaften | Herrendoppel | 1     | Alex Meijer / Chris Bruil       |
| 1992   | Niederlande: Einzelmeisterschaften | Herrendoppel | 1     | Pierre Pelupessy / Alex Meijer  |